# Espen Bjørnstad
Espen Bjørnstad, né le 26 décembre 1993, est un coureur du combiné nordique norvégien.

## Biographie
Il est membre du Byåsen Skiklubb.
En janvier 2013, il démarre en coupe continentale à Rovaniemi. Il signe une huitième place en team sprint avec Truls Sønstehagen Johansen puis une 25e place ce qui lui permet de terminer 106e au classement final de la compétition. Il connaît sa première sélection en équipe nationale à l'occasion des championnats du monde junior 2013. Il termine 8e sur le 10 kilomètres, 18e sur le 5 kilomètres et 6e par équipe. Il remporte lors l'hiver 2012-2013 la coupe de Norvège de combiné devant Simen Tiller et Audun Hokholt.
En janvier 2014, il est convié à l'étape de Coupe du monde disputée à Tchaikovski. En février 2015, il signe son premier podium en coupe continentale en team sprint avec Jarl Magnus Riiber à Klingenthal.
Il revient en Coupe du monde en novembre 2016 à Ruka et marque ses premiers points plus tard dans l'hiver à Pyeongchang. Il monte aussi sur son premier podium individuel en Coupe continentale à Otepää. Lors de la saison 2017-2018, il signe une onzième place à Lillehammer en ouverture et plus tard une cinquième place à Hakuba. Lors de l'été 2018, il impressionne à l'entraînement et il signe son premier podium lors de la dernière course du Grand Prix d'été de combiné nordique 2018.
Lors de l'hiver 2018-2019, il monte sur son premier podium individuel en Coupe du monde en terminant deuxième à Chaux-Neuve. Il est ensuite sélectionné pour les Championnats du monde à Seefeld, où après une sixième place en individuel, il remporte le titre sur l'épreuve par équipes avec Jan Schmid, Jørgen Graabak et Jarl Magnus Riiber. De retour, il se classe troisième de la prestigieuse manche de Holmenkollen. Il fait son entrée dans le top dix du classement général avec le neuvième rang, après une 32e place en 2018.

## Palmarès

### Jeux olympiques
| Épreuve / Édition | Individuel     | Individuel     | Par équipes Grand tremplin |
| Épreuve / Édition | Petit tremplin | Grand tremplin | Par équipes Grand tremplin |
| JO 2022 Pékin     | 27e            | -              | Or                         |

### Championnats du monde
| Épreuve / Édition        | Individuel     | Individuel     | Par équipes           | Par équipes           |
| Épreuve / Édition        | Petit tremplin | Grand tremplin | Grand tremplin Sprint | Petit tremplin Relais |
| Mondiaux 2019 Seefeld    | 6e             | 15e            | -                     | Or                    |
| Mondiaux 2021 Oberstdorf | 10e            | -              | -                     | Or                    |

### Coupe du monde
- Meilleur classement général : 6e en 2020.
- 6 podiums individuels : 4 deuxièmes places et 2 troisièmes places.
- 4 podiums par équipes dont 2 victoires.

#### Différents classements en Coupe du monde
| Année     | Classement général final |
| 2016-2017 | 55e                      |
| 2017-2018 | 32e                      |
| 2018-2019 | 9e                       |
| 2019-2020 | 6e                       |
| 2020-2021 | 13e                      |
| 2021-2022 | 19e                      |
| 2022-2023 | 33e                      |

### Coupe continentale
| Année | Classement général final |
| ----- | ------------------------ |
| 2013  | 106e                     |
| 2014  | 30e                      |
| 2015  | 31e                      |
| 2016  | 33e                      |
| 2017  | 26e                      |
| 2018  | 19e                      |

### Grand Prix d'été
| Année | Classement général final |
| ----- | ------------------------ |
| 2017  | 44e                      |
| 2018  | 12e                      |

### Championnats du monde junior
| Épreuve / Édition | Épreuve / Édition | Liberec 2013 |
| ----------------- | ----------------- | ------------ |
| Gundersen (10 km) | Gundersen (10 km) | 8e           |
| Gundersen (5 km)  | Gundersen (5 km)  | 18e          |
| Par équipes       | Par équipes       | 6e           |